# ورنر کروگمان
ورنر کروگمان (آلمانی: Werner Krogmann; ۵ فوریهٔ ۱۹۰۱ – ۱۹ نوامبر ۱۹۵۴) قایقران قایق بادبانی اهل آلمان بود.